# Rode wever
De rode wever (Anaplectes jubaensis is een zangvogel uit de familie Ploceidae (wevers en verwanten). De vogel werd in 1920 door de Britse (met Nederlandse roots) vogelkundige Victor Gurney Logan Van Someren als soort beschreven. De soort werd lang beschouwd als een ondersoort van de scharlaken wever (A. rubriceps).

## Kenmerken
De vogel is 12 tot 15 cm lang. Het mannetje is helder rood gekleurd. Alleen de slag- en staartpennen hebben donkerbruine randen.

## Verspreiding en leefgebied
De soort komt voor in het zuiden van Somalië en het uiterste noordoosten van Kenia. De leefgebieden liggen vooral in savanne met verspreid struiken en bomen. Het is geen bedreigde soort.